# 天津一
天津一 （天鵝座γ，γ Cyg，γ Cygni）是位於北天 天鵝座內的一顆恆星，也是構成星群北十字的五顆星之一，並且位於十字的交叉點上。在西方，它的固有名稱是Sadr（薩德爾，也會被拼成Sadir或Sador），而這又是源自阿拉伯文的صدر、şadr、"chest"；這個名字也被用在仙后座的王良四（仙后座γ）。在拜耳命名法，它被稱為天鵝座γ。在Al Achsasi al Mouakket的星表Calendarium上，這顆恆星被稱為Sadr al Dedjadjet（صدرألدجاجة-şadr aldajaaja），並被翻譯成拉丁文的Pectus Gallinǣ，意思是母雞的胸部。
在中國的天文學體制中，它屬於天津這個星官，四象的北方玄武，28宿中的女宿。組成天津的恆星還有天鵝座δ（天津二）、天鵝座30（天津三）、天鵝座α（天津四）、天鵝座ν（天津五）、天鵝座τ（天津六）、天鵝座υ（天津七）、天鵝座ζ（天津八）、和天鵝座ε（天津九）。因此，天鵝座γ就是天津一(, 英語：.).

## 性質
以2.23等的視星等而言，可算是在夜空中很容易見到的亮星之一。視差測量得到的距離是1,800年（560秒差距），估計的誤差幅度在15%。它的恆星分類是F8Iab，顯示已經演化至巨星階段。自1943年起，這顆恆星的光譜就被當成其他恆星分類的基準參考點之一。

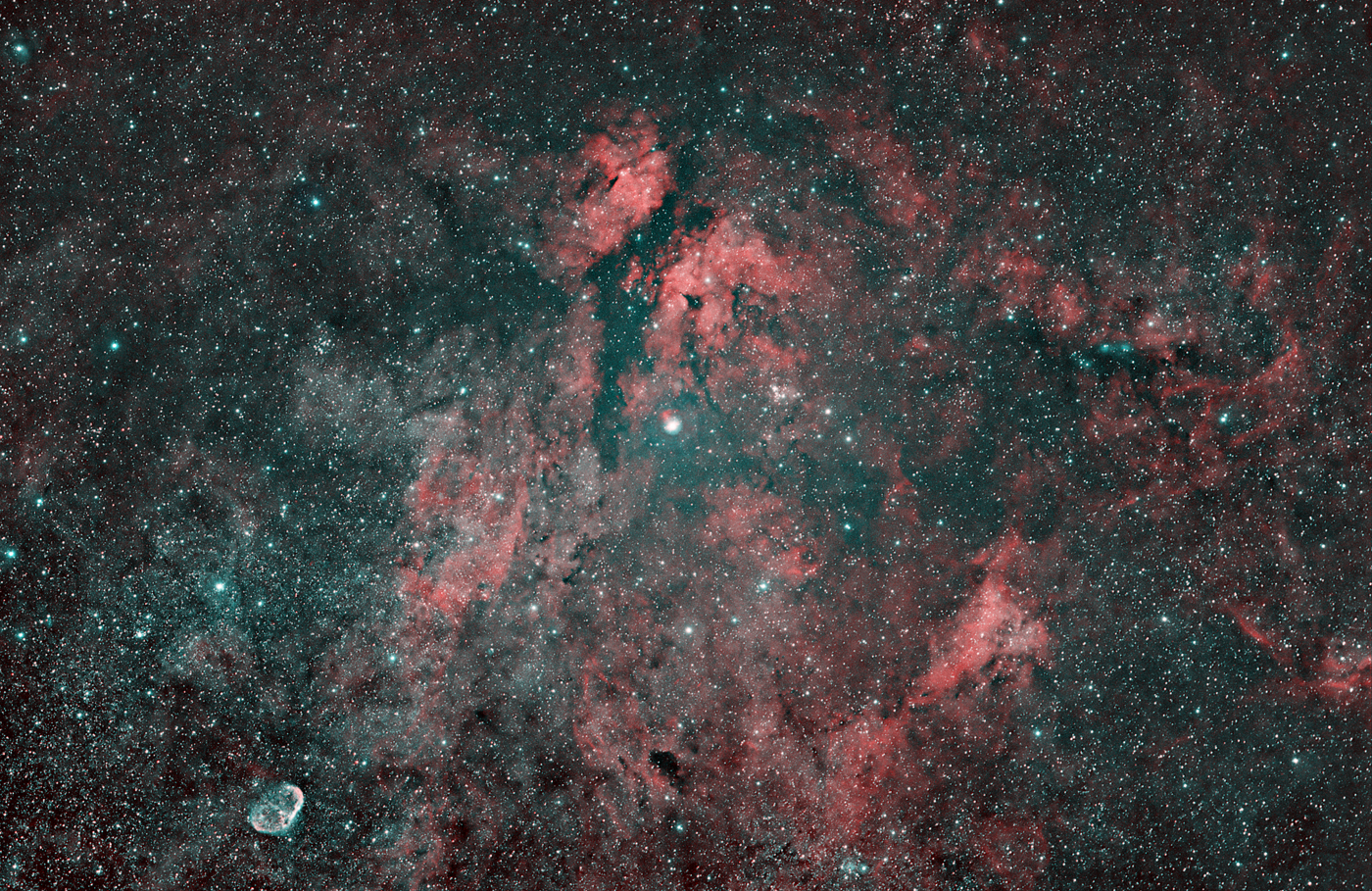
IC1318和鄰近的地區。影像提供：Erik Larsen。

與太陽相比，這是顆巨大的恆星，質量是太陽質量的16.4倍，半徑則是太陽半徑的235倍，輻射的能量更超過太陽的65,000倍，表面大氣層的有效溫度為6,100K。這樣的溫度使這顆恆星呈現黃白色色調的F型星。質量如此大的恆星消耗核燃料的速度比太陽快，所以估計這顆恆星的年齡只有1,200萬歲。
這顆恆星的光譜顯現出一些不尋常的動態特徵，包括在100天或更長的尺度上，徑向速度有高達2 km/s的變化發生。事實上，在赫羅圖上，天津一靠近不穩定帶，它的光譜明顯的像造父變星。包圍著天津一的瀰漫星雲被稱為IC 1318，或天鵝座γ區域。

## 外部連結
- Sadr by Jim Kaler.
- http://www.atlasoftheuniverse.com/nebulae/ic1318.html （页面存档备份，存于）
- Astronomy Picture of the Day: Supergiant Star Gamma Cygni （页面存档备份，存于）, NASA, July 9, 2013